# 籬子內
籬子內，或作籬仔內，是位於台灣高雄市的一個區域名稱，屬前鎮區管轄，其舊部落是高雄地區的早期漢人聚落之一。
籬子內是2014年月8月石化氣體外洩與爆炸案的主要發生地之一。

## 沿革
1940年以前，籬子內屬於高雄州鳳山郡鳳山街所轄的大字，下有「籬子內」、「岡山子」小字。1940年後劃入高雄市。
1933年時，籬子內有人口704人。

## 地理位置與範圍
籬子內位在前鎮區臨近鳳山區一帶，四周有前鎮、戲獅甲、林德官、崗山仔、五甲等地區。今日的籬子內約包含忠孝、復國、竹內、竹東、竹南、竹北、竹西、竹中、瑞竹等里。